# Зияев, Хамид Зияевич
Хамид Зияевич Зияев (15 июля 1923, Ташкент — 13 июля 2015) — советский и узбекский историк, доктор исторических наук, профессор. Заслуженный деятель науки Узбекистана (1989).

## Биография
Родился в городе Ташкенте в крестьянской семье.
Участвовал в Великой Отечественной войне (1942—1943), в 1943 году комиссован по ранению.
После этого поступил на исторический факультет Ташкентского государственного педагогического института им. Низами (окончил в 1946 году). Многие годы работал в Института истории АН Узбекистана. В 1953 году после окончания аспирантуры защитил в Институте востоковедения в Москве кандидатскую диссертацию на тему «Восстание 1826 г. в Восточном Туркестане (Синьцзяне)».
Результатом научных исследований Зияева в 1950-е годы был фундаментальный труд «Средняя Азия и Сибирь в XVI—XIX вв.» (1962), представленный к защите в качестве докторской диссертации в 1964 году в Ташкенте.
С 1964 по 1996 годы возглавлял отдел «Новой истории Узбекистана» (вторая половина XIX-начало XX вв.) Института истории и в 1965—1985 годах параллельно занимал должность заместителя директора института по науке. С 1996 года — ведущий научный сотрудник института.
Специалист по истории Российско-среднеазиатских отношений в XVI—XIX веках. Заслугой Зияева являются выявление, изучение и введение в научный оборот значительного числа архивных материалов по данному вопросу в ходе исследований в ЦГА Узбекистана, Казахстана и России. В результате архивных исследований учёному удалось обнаружить массив неизвестных ранее фактов о жизни и торговой и сельскохозяйственной деятельности узбеков на территории Сибири на протяжении XVI—XIX вв.
Другие работы учёного посвящёны истории национально-освободительных движений в Средней Азии, колониализма в Туркестане, выращивания хлопка, правлению эмира Тимура. Кроме того, он внёс существенный вклад в подготовку и издание фундаментальных трудов по истории Узбекистана, древних городов страны (Бухары, Хорезма, Коканда, Самарканда).
Также Зияев был известным публицистом, выступая в СМИ по вопросам прошлого и настоящего, размышляя о национальном менталитете. С 1980-х годов, после наступления эпохи гласности подвергал критике советскую концепцию истории Узбекистана.
Значительное внимание Зияев уделял подготовке научных кадров. Под его непосредственным руководством защищено более 40 диссертаций.

## Основная библиография
1. Зияев Х. З. Средняя Азия и Сибирь (II половина XVI—XIX в.). Ташкент, 1964.
2. Зияев Х. З. Средняя Азия и Поволжье (вторая половина. XVI—XIX вв.) — Ташкент: Фан, 1965. — 247 с .
3. Зияев Х. З. Узбеки в Сибири. Ташкент: Изд-во «ФАН» УзССР, 1968.
4. Зиёев Ҳ. XVIII асрда Ўрта Осиё ва Урал бўйлари. Тошкент, 1973.
5. Зияев Х. З. Экономические связи Средней Азии с Сибирью в XVI—XIX вв. Ташкент, 1983;
6. Зиёев Х. Туркистонда Россия тажовуси ва ҳукмронлигига қарши кураш (XVIII—XX бошлари). Тошкент, 1998. 25 б.т. (п.л.).
7. Зиёев Х. Ўзбекистон мустақиллиги учун курашлар тарихи (милоддан олдинги асрлардан то 1991 йил 31 аввгустгача). Тошкент, 2001. 24 б.т. (п.л.).
8. Зиёев Х. Сибир, Волга ва Урал бўйларидаги ўзбеклар. (XVI—XX асрнинг бошлари) ўзбек ва рус тилларида. Тошкент, 2003. 17 б.т. (п.л.).
9. Зиёев Х. Ўзбекистон мустамлака ва зулм исканжасида. (XIX асрнинг иккинчи ярми — XX аср бошлари). Тошкент, 2006. 18 б.т. (п.л.).
10. Зиёев Х. Амир Темур салтанати ва тақдири. Тошкент, 2008. 10 б.т. (п.л.).
11. Зиёев Х. Она шаҳрим Тошкент ва ҳаёт йўлим. Тошкент, 2008. 22 б.т. (п.л.).
12. Зиёев Х. Ўзбекистоннинг Каспий-Волга бўйлари ва Оренбург орқали Россия билан элчилик муносабатларининг тарихи. 1-жилд(том I). 2013, 25 б.т. (п.л.).
13. Зиёев Х. Ўзбекистоннинг Каспий-Волга ва Урал бўйлари оркали Россия билан иктисодий алокалари. (XVI асрнинг иккинчи ярми — XX аср бошлари). 2-жилд(том II). 2013, 25 б.т. (п.л.).
14. Зиёев Х. Ўзбекистоннинг Сибир орқали Россия билан элчилик ва савдо алоқалари, 3-жилд(том III). 2013, 25 б.т. (п.л.).
15. Зиёев Х. Сибир, Волга ва Урал бўйларидаги ўзбеклар. (энг кадимги даврдан то XX аср бошларигача). 4-жилд. (том IV). 2013, 25 б.т. (п.л.).
16. Зиёев Х. Ўзбекистоннинг Сибир оркали Россия билан алоқаларига доир архив ҳужжатларининг тўплами (ХУ1-ХХ аср бошлари). 5-жилд. (том V). 2013, 25 б.т. (п.л.).
17. Зиёев Х. Россиянинг Қозон, Сибир, Қрим, Кавказ ва Туркистонга тажовузи ва ҳукмронлигига карши курашлар тарихи. 6-жилд (том VI). 2013, 40 б.т.